# Plaça Major de Lima
La plaça Major o plaça d'Armes de Lima (castellà: Plaza Mayor de Lima o Plaza de Armas de Lima) és el lloc fundacional de la ciutat de Lima, capital del Perú. És el principal espai públic de la ciutat. Està situada al centre històric de Lima, al seu al voltant es troben els edificis del Palau de Govern del Perú, la Catedral de Lima, l'Església del Sagrario, el Palau arquebisbal de Lima, el Palau Municipal de Lima i el Club de la Unió. La plaça d'armes es troba circumdada pels carrers Jirón Junín, el Jirón de la Unión, el Jirón Huallaga i el Jirón Carabaya.

## Història
El rei Carles I d'Espanya va dictar en 1523 les Ordenanzas para la fundación de ciudades en el nuevo mundo. En elles s'assenyalava que, després de traçat el plànol de la ciutat a fundar-se, aquest havia de ser repartit a cordill i regle en forma de quadrícula des de la localització de la Plaça Major de tal forma que la ciutat sempre pugui expandir-se. En la refundació de la ciutat, el 18 de gener de 1535, el conqueridor Francisco Pizarro, conforme a la pràctica assenyalada, va plantar al centre del solar destinat a ser Plaça Major el rotllo o picota (fusta alta que servia com a columna pel ajusticiament dels condemnats). Lima ja existia com a centre urbà abans de l'arribada dels espanyols .
Posteriorment Pizarro juntament amb Nicolás de Ribera, el capità Diego d'Agüero i el pilot Francisco Quintero van traçar la quadrícula de la ciutat, els carrers i les illes de cases. Cada illa de casa comptava amb quatre lots. Pizarro, aprofitant la seva condició de fundador i governador es va adjudicar l'illa de casa sencera situada en el costat nord de la plaça, entre aquesta i el riu Rímac. El lot nord del costat oriental de la plaça va ser destinada a l'habitatge del capellà, el lot sud d'aquest mateix costat a la construcció de l'església i el lot nord del costat occidental va ser destinat a servir d'ajuntament, repartint-se les altres illes de cases entre els conqueridors.
L'historiador i sacerdot Bernabé Cobo va assenyalar pel que fa a la plaça major que posteriorment, el virrei Diego López de Zúñiga y Velasco, Conde de Neva, va disposar que el rotllo fos traslladat a prop al riu en el que actualment és l'Estació de Desemparats. Aquesta mesura es va justificar en el fet que es van iniciar els treballs per col·locar al centre de la plaça una font. Aquest rotllo va ser tornat a la Plaça Major i situat en el costat sud de la mateixa en el Callejon de Petateros on avui s'obre el Pasaje Olaya. Finalment, en 1668, el virrey Pedro Antonio Fernández de Castro, Comte de Lemos, va disposar que el rotllo es traslladés a la Plaça de Santa Ana però, a causa de casos de crims menors, va tornar a l'any següent a la seva ubicació en el Callejon de Petateros.
La primera font que es va construir a la plaça la va manar el virrei Francisco Álvarez de Toledo i va ser inaugurada el 21 d'octubre de 1578. Consistia d'un balustre i una sobretassa, i en ella vuit mascarons amb les seves canelles per on queia l'aigua en la tassa major. Damunt de la sobretassa tenia una bola, la qual acomiadava tota l'aigua per caure sobre la tassa. Sobre la bola hi havia una figura amb un escut a un costat amb les armes de la ciutat. A la mà tenia una bandera i en ella esculpides les armes del virrey Toledo. La rematada de la sobretassa va ser fet pels argenters Miguel Morcillo i Juan Ruiz. Una acta inèdita del Cabildo de la ciutat corresponent a l'any 1630 ens fa saber que a més dels escuts de Lima i de Toledo, la font tenia els blasons d'Espanya i de Francisco Pizarro.
Aquesta pileta va ser reemplaçada per una altra manada fer pel virrei García Sarment de Sotomayor, Conde de Salvatierra, i inaugurada el 8 de setembre de 1651, la que amb algunes reparacions, es manté fins a l'actualitat. Durant l'època virreinal, la plaça major va servir com a mercat, com a plaça de toros i com a lloc d'execució dels condemnats. Així mateix es van desenvolupar en ella les actuacions de fe que va celebrar el Sant Ofici de la Inquisició de la qual un dels tres tribunals que tenia a Amèrica es trobava a Lima. El primer acte de fe es va celebrar el 15 de novembre de 1573 i en aquest es va dictar la primera condemna a ser cremat en tota Amèrica. El condemnat Mateo Salat va ser executat aquest mateix dia en el «''quemadero''» que se situava aproximadament on avui es troba la ''Plaza de toros de Acho''.
En 1622 es va culminar la construcció de la Catedral de Lima que va quedar totalment acabada en 1797 després de la construcció dels seus campanars. Aquesta mateixa església és la que actualment se situa en el costat oriental de la plaça. En 1821, José de San Martín va proclamar la Independència del Perú en aquesta plaça, després de la qual cosa va sortir en processó portant la nova bandera del Perú. En 1855, el llavors President del Perú Ramón Castilla va inaugurar el primer sistema d'enllumenat públic a gas en virtut del qual es van tendir els primers pals a la Plaça i, per primera vegada, es va disposar de l'àrea de jardins, ja que, fins a aquella data, la plaça era un gran terreny sense paviment.
En 1860 es va iniciar l'estesa de rails pels primers tramvies que van ser tirats per cavalls i atzembles i, amb la construcció de la Penitenciaría de Lima, les presons van deixar d'estar en el Palau de Govern i en el Cabildo. Finalment, al segle xx es van donar les transformacions definitives de la Plaça d'Armes. En 1922 es va acabar la construcció definitiva del Palacio Arzobispal. En 1938, la del Palacio de Gobierno i en 1944 el Palacio Municipal. Ja el 1940 es va disposar la uniformització de l'estil neocolonial mitjançant la construcció dels portals d'Escribanos i de Botoneros en la part sud de la plaça i els seus edificis amb balconades de fusta.

### Distribució d'edificis a la plaça
| Costat Nord |                     |  |  |            |
| Costat Oest |                     |  |  | Costat Est |
|             |                     |  |  |            |
|             | PLAÇA MAJOR DE LIMA |  |  |            |
|             |                     |  |  |            |
|             |                     |  |  |            |
| Costat Sud  |                     |  |  |            |